# Gouy-les-Groseillers
Gouy-les-Groseillers település Franciaországban, Oise megyében. Lakosainak száma 15 fő (2022. január 1.). Gouy-les-Groseillers Bonneuil-les-Eaux, Croissy-sur-Celle, Fransures és Rogy községekkel határos.

## Népesség
A település népességének változása:
| Lakosok száma | 31   | 30   | 28   | 27   | 26   | 25   | 16   | 16   | 15   |
|               | 2013 | 2015 | 2016 | 2017 | 2018 | 2019 | 2020 | 2021 | 2022 |